# Pasquale Pozzessere
Pour les articles homonymes, voir Pozzessere.
Pasquale Pozzessere, né en 1957 à Lizzano dans la province de Tarente dans les Pouilles en Italie, est un réalisateur, un producteur et un scénariste italien.

## Biographie
Pasquale Pozzessere abandonne ses études en science et médecine pour se consacrer au cinéma. Il travaille d'abord comme assistant réalisateur pour Pupi Avati et Francesco Maselli avant de réaliser ses propres courts-métrages et documentaires. Il fonde en 1991 la société de production Dernier film qu'il utilise pour réaliser son premier film en 1992, Verso sud. Ce drame noir est remarqué par la critique et le public à sa sortie, porté notamment par l'interprétation des deux acteurs principaux, Antonella Ponziani et Stefano Dionisi, qui tiennent le rôle d'un couple de marginaux à la dérive.
Son film suivant, Padre e figlio, raconte l'histoire de deux générations différentes d'une même famille qui ne se comprennent pas. Il s'inspire ensuite de l'histoire de Pietro Nava (it) pour réaliser Testimone a rischio en 1997. Témoin oculaire de l'assassinat du magistrat italien Rosario Livatino, son témoignage le fait passer de citoyen ordinaire à cible prioritaire pour la mafia. Le film s'attarde notamment sur le peu de protection accordée à l'époque par la police italienne. C'est l'acteur Fabrizio Bentivoglio qui joue le rôle de Nava.
Il réalise ensuite pour la télévision la mini-série La vita che verrà puis deux téléfilms. Il signe son retour au cinéma avec La porta delle sette stelle en 2005, dont le premier rôle est à nouveau assuré par Stefano Dionisi, puis il réalise en 2010 Cocapop qui parle de la dépendance à la cocaïne à travers l'histoire de trois générations différentes.

## Filmographie

### Comme réalisateur

#### Au cinéma
- 1990 : Altre Voci (court-métrage)
- 1991 : Le sirene di carte (documentaire)
- 1992 : Verso sud
- 1994 : Padre e figlio
- 1997 : Testimone a rischio
- 2005 : La porta delle sette stelle
- 2010 : Cocapop

#### À la télévision
- 1999 : La vita che verrà
- 2005 : Lucia
- 2006 : La provinciale

### Comme scénariste

#### Au cinéma
- 1992 : Verso sud
- 1994 : Padre e figlio
- 1997 : Testimone a rischio
- 2005 : La porta delle sette stelle
- 2010 : Cocapop

### Comme producteur
- 1992 : Verso sud
- 2010 : Cocapop

## Prix et distinctions
- Grand prix du festival du film italien d'Annecy en 1992 pour Verso sud.
- Nomination au David di Donatello du meilleur réalisateur débutant en 1992 pour Verso sud.
- Nomination au Ruban d'argent du meilleur nouveau réalisateur en 1993 pour Verso sud.
- Nomination au David di Donatello du meilleur réalisateur en 1994 pour Padre e figlio.
- Ciak d'or du meilleur scénario en 1997 pour Testimone a rischio.